# Antífates (rey de Argos)
En la mitología griega Antífates o Antífate (en griego Ἀντιφάτης, esto es, «vocero» o «portavoz») es un personaje secundario que pertenece a la estirpe de los melampódidas, esto es, descendientes de Melampo en el trono de Argos. Antífates es citado por unos pocos autores. Así en la Odisea se nos dice que «(Melampo) tomó en ella (Argos) mujer, construyóse una excelsa morada y engendró dos varones robustos, Antífates y Mantio. Tuvo Antífates un hijo, el magnánimo Oícles, y Oícles, a su vez, a Anfiarao, alzador de mesnadas». Así quedan enlazados los principales eslabones genealógicos aunque el autor no cite el nombre de la esposa de Antífates. Ferécides también está de acuerdo con esta genealogía. Diodoro Sículo, por su parte, nos da la información más extensa de Antífates. Nos dice que Melampo, tras desposarse con Ifianira, hija de Megapentes, engendró dos hijos, Antífates y Biante, y también dos hijas, Manto y Prónoe. De Antífates y Zeuxipe, la hija de Hipoconte, nacieron Oícles y también Anfalces o Anfalques. El autor termina su disertación especificando que de este modo Melampo, Biante y sus descendientes compartieron el reino de Argos. Después de su muerte su hijo Oícles ascendió al trono de Argos. Las otras dos partes del reino de Argos correspondían, en efecto, a los dominios de Tálao, hijo de Biante, y Megapentes, hijo de Preto. Pausanias, por su parte, sustituye a Antífates por Mantio como padre de Oícles, pero ya hemos visto que esos dos son hermanos en los textos homéricos.
| Predecesor: Melampo | Reyes de Argos | Sucesor: Oicles |